# Huhí (kommun i Mexiko)
Huhí är en kommun i Mexiko.   Den ligger i delstaten Yucatán, i den östra delen av landet, 1 100 km öster om huvudstaden Mexico City. Antalet invånare är 4 842. Arean är 192 kvadratkilometer.
Terrängen i Huhí är mycket platt.
Följande samhällen finns i Huhí:
- Huhí